# 野田村 (大阪府南河内郡)
野田村（のだむら）は、かつて大阪府にあった村である。現在の堺市東区の一部にあたる。

## 歴史
- 1884年（明治17年） - 丹南郡丈六新田を西野新田に編入。
- 1889年（明治22年）4月1日 - 丹南郡高松村、丈六村、北野田村、南野田村、西野新田が合併して、丹南郡野田村が発足。大字北野田に村役場を設置。村名は、古くから野田荘と呼ばれた地域であったことに由来する。
- 1896年（明治29年）4月1日 - 南河内郡が成立。
- 1910年（明治43年） - 大字西野新田を西野に改称。
- 1950年（昭和25年）4月1日 - 大草村と合併して、南河内郡登美丘町となる。